# Хапо-Калаярви
Хапо-Калаярви — пресноводное озеро на территории Боровского сельского поселения Калевальского района Республики Карелии.

## Общие сведения
Площадь озера — 1,2 км², площадь водосборного бассейна — 51,3 км². Располагается на высоте 145,6 метров над уровнем моря.
Форма озера лопастная, продолговатая: оно вытянуто с запада на восток. Берега изрезанные, каменисто-песчаные, местами заболоченные.
Через озеро протекает река Кама, впадающая в озеро Пизьмаярви, через которое протекает река Пизьма. Пизьма впадает в озеро Юлиярви, через которое протекает река Кемь.
В озере расположено не менее пяти безымянных островов различной площади.
Код объекта в государственном водном реестре — 02020000911102000005056.